# ポール・ダ・ヴィンチ
ポール・ダ・ヴィンチ（英: Paul Da Vinci、出生名：ポール・レナード・プレワー（英: Paul Leonard Prewer）、1951年 - ）は、英国の歌手、ミュージシャンである。

## 人物
1973年に「Paul Ryder&Time Machine」のボーカルを担当していた。しかしレコードはヒットすることなくバンドは解散した。
同年10月にはウェイン・ビッカートンが作成したデモテープの「シュガー・ベイビー・ラヴ」を正式に発売するために録音メンバーでリードボーカルを担当した。この時のメンバーは後にルベッツとなる。なお、ポールは「シュガー・ベイビー・ラヴ」がレコードになった時にはすでに別のレコード会社、「ペニー・ファーシング」と契約をしていたため、音声を残しセッションから抜けた。そのセッションはポールに代わるアラン・ウィリアムズがリードボーカルを担当し、引き続き活動している。後にシュガー・ベイビー・ラヴが大ヒットした。ルベッツの最大のヒット曲でもあるが、メンバーにならなかったポールのヒット曲でもある。
ポールの公式サイトに「The Original Voice of The RUBETTES' "Sugar Baby Love"」と表記されており、ボーカルを担当したことを強調している。
1974年に「Your Baby Ain't Your Baby Anymore」と「If You Get Hurt」が、1980年代に「Tight Fit "Back to The Sixties Part II」がヒットした。
1985年に、シュガー・ベイビー・ラヴをリメイクしリリースした（電子ポップにアレンジされた）。
2000年から2006年にはルベッツのオリジナルメンバーのビル・ハードを中心としたルベッツでボーカルを担当した。ヨーロッパを中心としツアーも行っていた。しかし、2006年にオリジナルのルベッツ（アランを中心とする）側から契約違反であると提訴され脱退。

## ヒット曲
- ルベッツ「シュガー・ベイビー・ラヴ」
ポールはルベッツのメンバーにならなかったが、レコードは彼が歌ったものである。B面の「You Cold Have Told Me」もボーカルを担当した。
- ソロ名義「あなたの赤ちゃんはもう赤ちゃんではない」（英: Your Baby Ain't Your Baby Anymore）
- 「六十年代にバック パートII "タイトフィット」（英: Tight Fit "Back to The Sixties Part II"）